# Ambroise Monnin
 (septembre 2023).

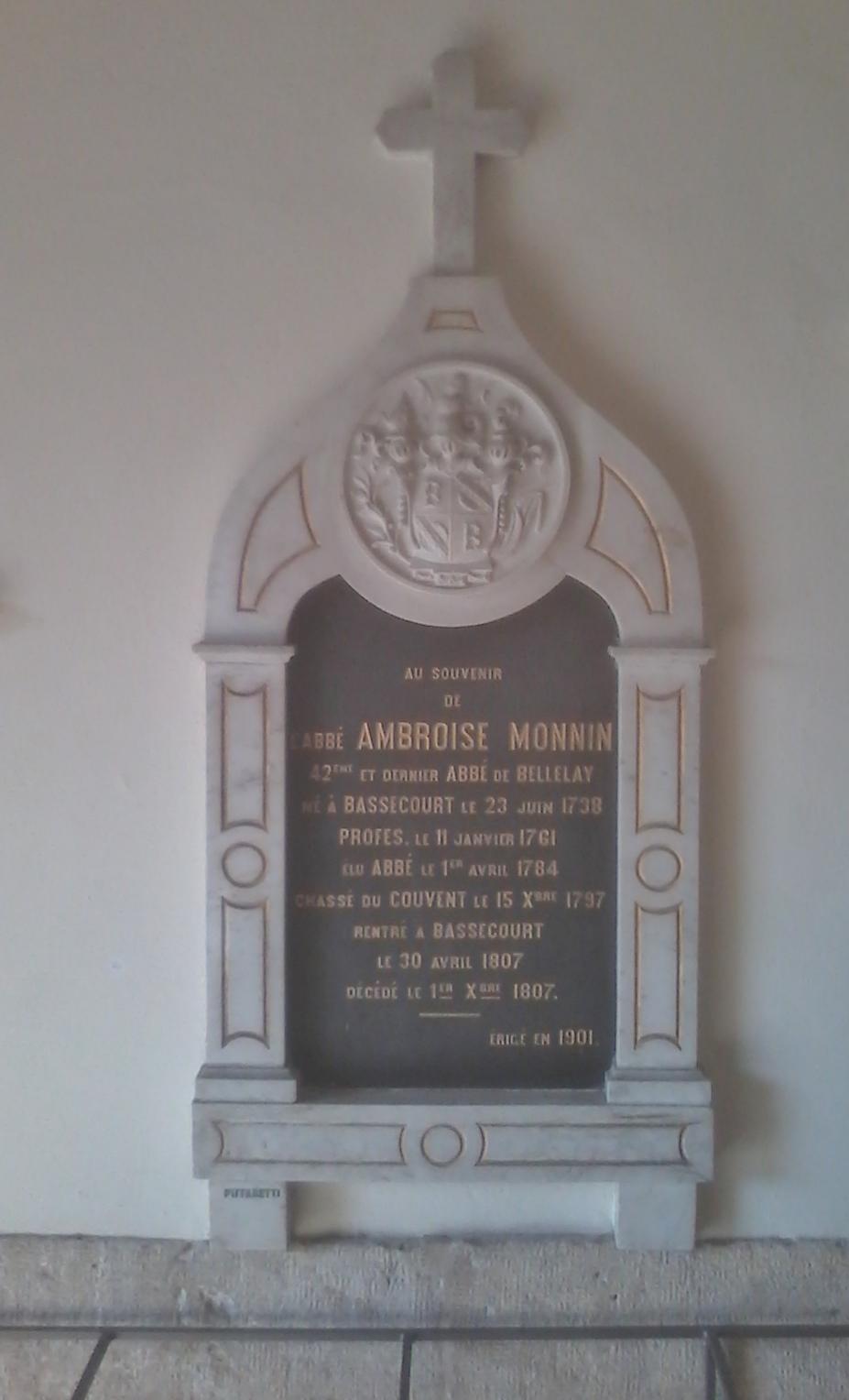
Stèle funéraire de l'abbé Ambroise Monnin

Ambroise Monnin, né le 23 juin 1738 à Bassecourt et mort le 1er décembre 1807 dans la même commune, est un abbé prémontré suisse.

## Biographie
Jean-Baptiste Monnin nait à Bassecourt en 1738, fils du notaire et meunier Joseph Monnin.  
Il fréquente le collège de Porrentruy puis entre au monastère de Bellelay. En 1765, il est ordonné prêtre puis professeur de théologie au collège de Bellelay . En 1772, il obtient son doctorat. Au monastère, il est appelé Père Ambroise Monnin, où il est sous-prieur et secrétaire de l'abbé Nicolas de Luce, auquel il succède en 1784. En février 1791, il prend la présidence des États de l'évêché de Bâle. 
Chassé de Bellelay par les troupes révolutionnaires françaises fin 1797, Monnin trouve d'abord refuge à Soleure (emportant la bibliothèque du monastère), puis avec quelques confrères au prieuré de Himmelpforte près de Wyhlen. Lorsque ce monastère est également sécularisé en 1807, il se retire dans son village natal de Bassecourt, où il meurt la même année.